# Donald Peterson
Donald Herod Peterson (Winona, 21 de outubro de 1933 – El Lago, 27 de maio de 2018) foi um astronauta norte-americano.
Formado em Ciências pela Academia Militar de West Point em 1955, e com mestrado em engenharia nuclear pelo Instituto de Tecnologia da Força Aérea em 1962, passou os anos anteriores à sua entrada na NASA como instrutor de voo, oficial de treinamento militar, analista de sistemas nucleares e piloto de combate. Acumulou nestas funções o total de 5 300 horas de voo, a maioria delas em jatos de combate.
Peterson entrou para a NASA em 1969, após o cancelamento do programa militar que pretendia colocar um laboratório espacial em órbita, o Manned Orbital Laboratory (MOL), e fez parte da equipe de apoio da missão lunar Apollo 16. Retirando-se da ativa da Força Aérea dos Estados Unidos como tenente-coronel no anos 1970, continuou na NASA como civil, trabalhando em funções técnicas em terra.
Foi ao espaço em 4 de abril de 1983, aos 49 anos, como especialista de missão da STS-6, o primeiro voo da nave Challenger, na qual realizou quatro horas de atividades extraveiculares, para testar o novo traje espacial e as ferramentas desenvolvidas para trabalhos fora da espaçonave. Ele foi o primeiro astronauta a realizar uma caminhada espacial partindo do ônibus espacial.
Retirou-se da NASA em 1984, passando a trabalhar na iniciativa privada como consultor de operações espaciais tripuladas. Morreu aos 84 anos, no Texas, de câncer ósseo e Mal de Alzheimer.